# UB44
Az UB44, a UB40 brit együttes negyedik albuma, amelyet 1982-ben adtak ki.

## Számok
1. "So Here I Am"
2. "I Won't Close My Eyes [Remix]"
3. "Forget the Cost"
4. "Love Is All Is Alright [Remix]"
5. "The Piper Calls the Tune"
6. "The Key"
7. "Don't Do the Crime"
8. "Folitician [Remix]"
9. "The Prisoner"